# Wipper (Unstrut)
La Wipper è un fiume tedesco lungo 91,5 km che nasce dalle alture denominate Ohmgebirge, nel territorio comunale di Worbis, nello Eichenfeld, attraversa il Land della Turingia e sfocia nella Unstrut a Sachsenburg (frazione di Oldisleben).
Da Worbis il fiume piega verso est ed a Sollstedt lascia la zona dello Eichenfeld per entrare nel circondario di Nordhausen. La valle del Wipper viene quindi fiancheggiata a sud dalle falde delle alture dello Hainleite. Passa quindi per la città di Sondershausen, capitale del circondario di Kyffhäuserkreis. Dopo Göllingen la Wipper piega verso sud est e transita da Seega per poi raggiungere Sachsenburg ove sfocia nella Unstrut.

## Nome
Altri fiumi tedeschi portano il nome Wipper (in totale i corsi d'acqua, di svariate dimensioni, che si chiamano Wipper sono una quindicina, considerando anche la voce derivata  Wipfer). Il nome deriverebbe dal aha, variante del suffisso toponimico tedesco au, che subirono nel X secolo un indebolimento in –a e all'inizio dell'XI secolo in –e.
I linguisti Felix Solmsen ed Ernst Fraenkel identificano la radice del nome come protoindoeuropea, attribuendogli il significato di "quello che salta".

## Immagini del fiume

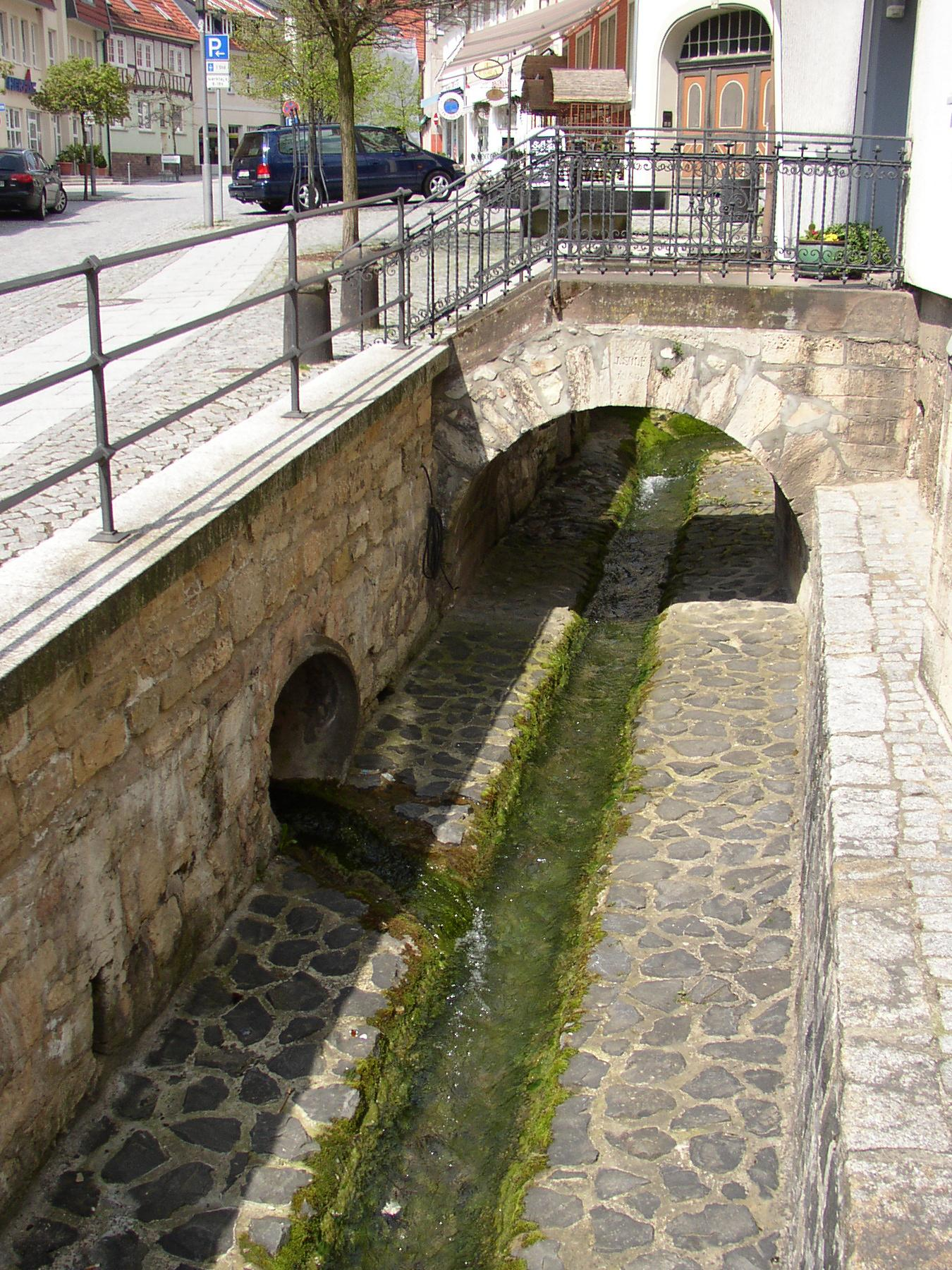
La Wipper in Worbis
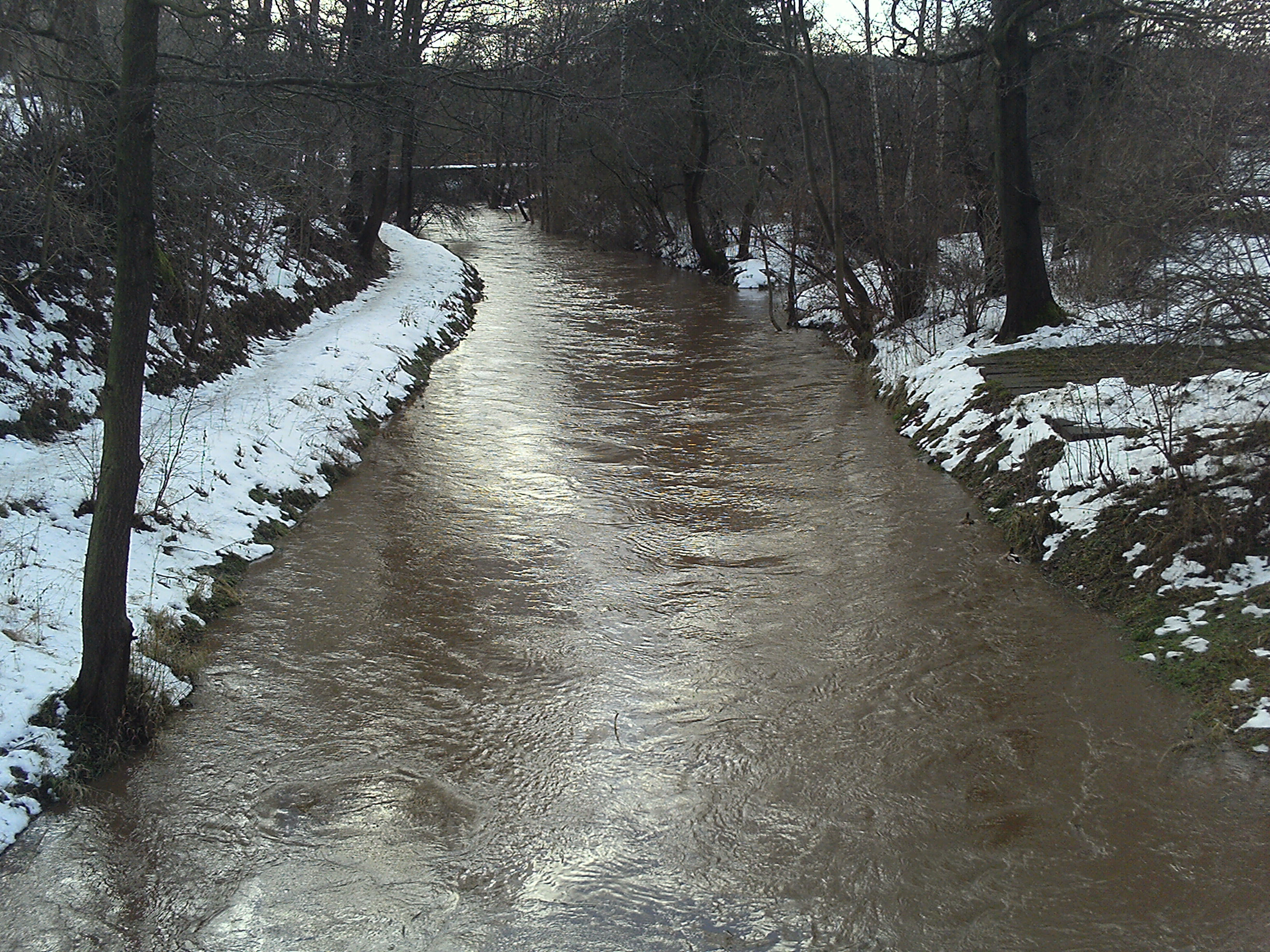
La Wipper in Sollstedt
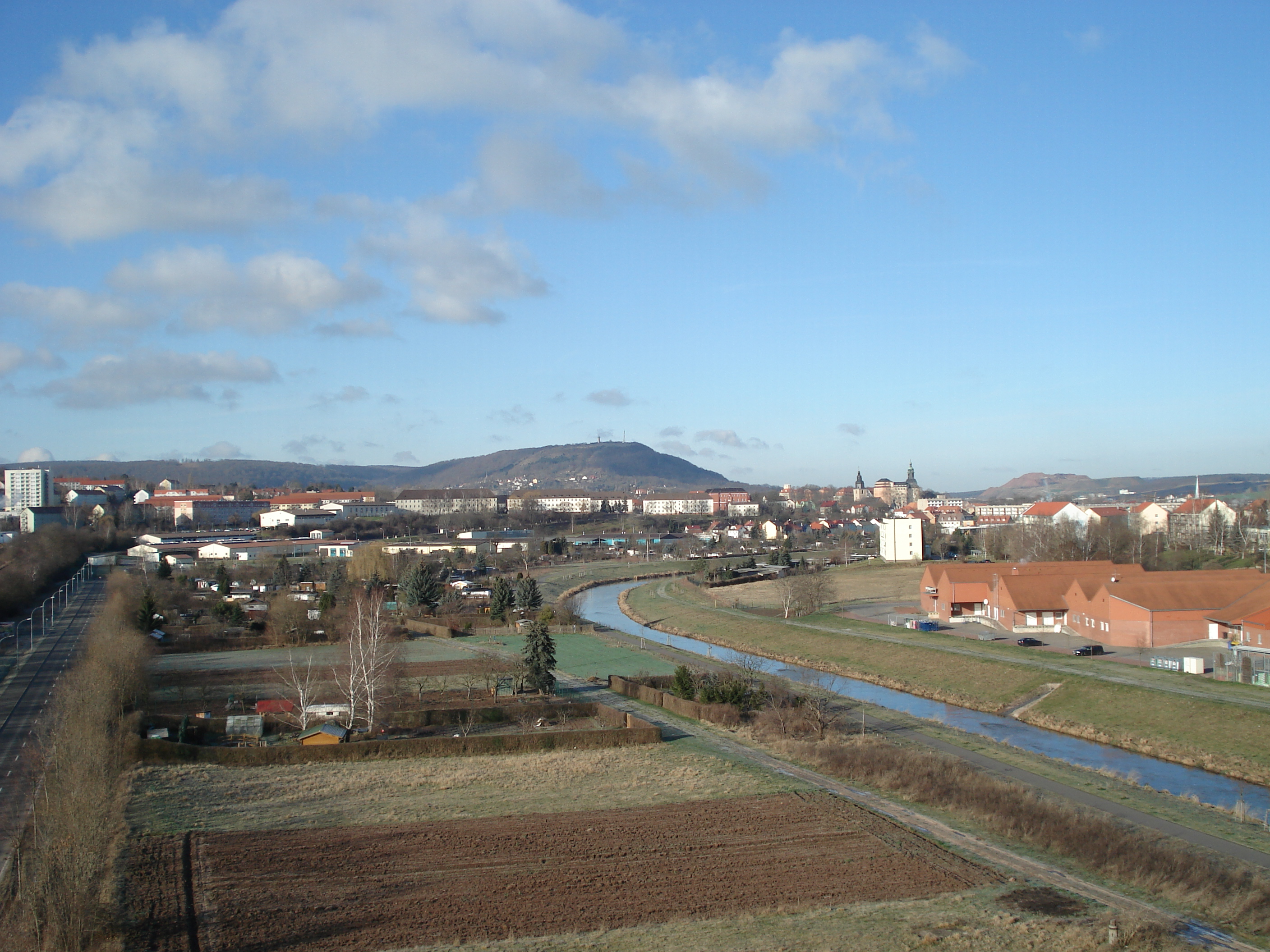
La Wipper a Sondershausen